# Даворин Поповић
Даворин Поповић (Сарајево, 23. септембар 1946 — Сарајево, 18. јун 2001) је био један од најбољих и најпознатијих певача рок музике бивше Југославије. Публика и пријатељи га памте по надимцима Давор и Пимпек.

## Биографија
Најпознатији је као певач поп групе Индекси из Сарајева. Са Индексима је наступао од 1964. године па до своје смрти 2001. године. Године 1995. представљао је БиХ на Евровизији у Даблину са песмом „Двадесет први вијек“, и освојио 19. место.
Антологијске су песме: „Ти си ми била нај, нај“, „Бацила је све низ ријеку“(на текст Давориновог великог пријатеља и колеге Кемала Монтена), „Жуте дуње“ (која је кориштена као музика у филму Кудуз), „Сањам“, „Плима“, „Јутро ће промијенити све“ и друге.
Поред певања у младости се бавио фудбалом и кошарком.
Преминуо је 2001. године у Сарајеву, од рака гуштераче.
Од 2002. године у Босни и Херцеговини установљена је музичка награда „Даворин“.

## Фестивали
Индекси
Ваш шлагер сезоне, Сарајево:
- Око малих ствари свађамо се ми, '67
- Пустињак, '68
- Свијет за тебе / Најљепше ствари, '69
- Прошли дани, '70
- Да ли постоји љубав, 71, друга награда публике
- Сваки други дан, '72
- Предај се срце,'73, победничка песма и награда за најбољу интерпретацију
- Само су руже знале, '74
- Волим те, '75, трећа награда публике
- Моја Хана, '76, награда за најбољу интерпретацију и награда стручног жирија Савеза композитора Југославије
- У једним плавим очима, '77, победничка песма
- Испијмо златни пехар, '78, друга награда публике
- Живјела Југославија / Празне ноћи, а бескрајни дани, '79
- Њене очи, усне, руке, '80
- Бетонска брана, '81, награда за аранжман
- Моја мала Ана, '82, треће место
- Поздрави Соњу, '83
- Имаш ме на души, '87

Опатија:
- Нећу бити сам (алтернација са Сенком Велетанлић), '67
- Ако једном будеш сама (алтернација са Жарко Данчуо|Жарком Данчуом), '67
- Јутро ће промијенити све (алтернација са Стјепаном Џимијем Станићем), трећа награда жирија (деле награду са Зденком Вучковић), '68
- У подневне сате, '69
- Дјеца љубави, '73
- Самоћо, љубави моја, '74
- Ти си ми била нај, нај, '75
- Свиђаш ми се (Вече рок музике), '78
- Балада за нас двоје (Вече шансона и слободних форми), '79
- Дал облак зна, '81
- Мост, '81 (Вече родољубиве песме са Кемалом Монтеном, Недом Украден и Јадранком Стојаковић)
- Заувијек Лили, '82 (самостални наступ)
- Добар дан туго, '83

Београдско пролеће:
- Стани мало, злато моје, трећа награда публике, '76
- Позови ме на кафу, '78
- 310 пољубаца, '79
- Бојим се, '82 (самостални наступ)

Сплит:
- Обала пуста, обала врела, '76
- Стави главу на блазињу, '81 (самостални наступ)

Загреб:
- Не желим твоју љубав, '69
- Да сам ја нетко (Вече рок музике), друга награда публике, '70
- Дан као овај, '70
- Извор, '71 (Вече рок музике), победничка песма
- Сањам, '72
- И ми и нас двоје, '76, награда за најбољи текст
- Вољела је сјај у трави, '77
- У улици Карађоз-бега, '87
- Ти си ружа, '95 (самостални наступ)

Омладина, Суботица:
- Мјесто под сунцем, '69
- Ја одлазим сутра, '70

Југословенски избор за Евросонг:
- Пружам руке, Љубљана '67, пето место
- Заборав, Загреб '69
- То се тражи, Љубљана '82, девето место
- На свој начин, Нови Сад '83, пето место
- Била једном љубав једна, Београд '87, осмо место

МЕСАМ:
- Ја ти вјерујем све, '84
- Црни сватови, '87, награда за текст

Хит парада, Београд:
- Ја сам увијек хтио, људима да дам, '76 (самостални наступ)

Скопље:
- Еј, ти момче младо, '71

Boom festival, Љубљана:
- Хеј ти, '72

Југословенски фестивал револуционарне и родољубиве песме:
- Југославија, '77
- Ој, Неретво, '78

Вогошћа, Сарајево:
- Жуте дуње (Гост ревијалног дела фестивала), '90

Евросонг:
- 21. вијек, '95, деветнаесто место, (самостални наступ)